# Paltamo
Paltamo – gmina w Finlandii, położona w centralnej części kraju, należąca do regionu Kainuu.